# Ютюб
Ютюб (на английски: Youtube, амер.: [ˈjuːˌtub], ютуб, брит.: [ˈjuːˌtjuːb], ютюб) е видео хостинг услуга, притежавана от Гугъл Тя предоставя уебсайт за видеосподеляне, на който потребителите могат да качват, споделят и гледат видеоклипове. След нова актуализация е предоставена възможността за споделяне на снимки, както и „истории“, видими за 12-часов период.
Компанията със седалище в Сан Бруно, щата Калифорния, САЩ е основана от трима бивши служители на PayPal на 14 февруари 2005 г. През ноември 2006 г. компанията е закупена от Гугъл за 1,65 млрд. щатски долара.
Сайтът е създаден през 2005 година, когато е качено и първото видео в сайта, използва HTML5 технология за възпроизвеждане на видео с разделителна способност, достигаща до 4K. Това е най-популярният сайт за видео споделяне в света, като в България е и третият най-посещаван сайт (преди него са Фейсбук и Гугъл). В YouTube се качва разнообразно съдържание, включващо реклами и откъси от филми, караоке и музикални клипове, видеоблогове и много други. Сайтът се използва дори от някои медийни компании като телевизионната Си Би Ес, музикалната VEVO, новинарската Би Би Си за разпространение на част от материалите им .
Нерегистрираните потребители могат само да гледат видеоклиповете, а регистрираните могат и да качват неограничен брой видеоклипове. Онези видеоклипове, които се смятат за потенциално смущаващи, могат да бъдат гледани само от потребители над 18 години (ограничението не важи за вградения плейър).
През януари 2013 г. Ютюб е четвъртата най-посещавана социална мрежа в света, като 21% от потребителите на интернет в света са активни потребители на Ютюб (такива, които ползват Ютюб поне веднъж месечно).

## История
На 13 ноември 2006 г. сайтът е закупен от Гугъл за 1,65 млрд. щатски долара.
От 2008 г. Ютюб започва да пуска първоаприлски шеги.
От 2015 г. стартира платената услуга Ютюб Ред (преименувана през 2017 на Ютюб Примиъм).

## Характеристики

### Видео технология
YouTube използва главно видеокодеците VP9 и H.264/MPEG-4 AVC и динамично адаптивно поточно предаване през HTTP протокол. MPEG-4 част 2 потоци, съдържащи се в 3GP контейнери, също се предоставят за връзки с ниска честотна лента. До януари 2019 г. YouTube започва да пуска видеоклипове във формат AV1. През 2021 г. е съобщено, че компанията обмисля да изисква AV1 в стрийминг хардуер, за да намали честотната лента и да повиши качеството на съдържанието. Видеото обикновено се предава поточно заедно с аудио кодеците Opus и AAC.
При стартирането през 2005 г. гледането на видеоклипове в YouTube се изисква в браузъра на персоналния компютър да бъде инсталирана добавката Adobe Flash Player. През януари 2010 г. YouTube стартира експериментална версия на сайта, която използва вградените мултимедийни възможности на уеб браузърите, поддържащи стандарта HTML5. Това позволява да се гледат видеоклипове, без да се изисква инсталиране на Adobe Flash Player или друга добавка. На 27 януари 2015 г. YouTube обяви, че HTML5 ще бъде методът за възпроизвеждане по подразбиране в поддържаните браузъри. С преминаването към HTML5 видеопотоци, използващи динамично адаптивно поточно предаване през HTTP (MPEG-DASH), адаптивно HTTP базирано поточно решение с битрейт, оптимизиращо скоростта и качеството за наличната мрежа.
Платформата може да обслужва видеоклипове с по избор по-ниски нива на разделителна способност, започващи от 144p за изглаждане на възпроизвеждането в райони и страни с ограничена интернет скорост, подобряване на съвместимостта, както и за запазване на ограничени планове за мобилни данни. Настройката на разделителната способност може да се регулира автоматично въз основа на откритата скорост на връзката, както и да се задава ръчно.
От 2008 до 2017 г. потребителите могат да добавят „пояснения“ към своите видеоклипове – като изскачащи текстови съобщения и хипервръзки и които позволяваха интерактивни видеоклипове. До 2019 г. всички пояснения са премахнати от видеоклипове, нарушавайки някои видеоклипове, които зависеха от функцията. YouTube въвежда стандартизирани джаджи, предназначени да заменят анотациите по междуплатформен начин, включително „крайни екрани“ (настройващ се набор от миниатюри за определени видеоклипове, показвани в края на видеоклипа).
През 2018 г. YouTube става регистър на ISNI и обявява намерението си да започне да създава ISNI идентификатори, за да идентифицира уникално музикантите, чиито видеоклипове включва.

## Цензура и блокиране
През годините множество държави и институции блокират YouTube заради обидно съдържание, по политически причини или налагане на цензура.
- Китай неколкократно блокира сайта заради съдържание, свързано с независимостта на Тибет, изобразяващо безредиците в Урумчи и други чувствителни теми. [6][7]
- През 2007 г., Мароко спира достъпа до YouTube. Подозренията са, че това е заради клипове на про-сепаратистки организации на Западна Сахара. [8]
- На 24 януари 2010 г. Либия блокира достъпа до сайта заради качени на него видеоклипове с демонстрации на семействата на убити в затвора Абу Салим арестанти, както и клипове с Муамар Кадафи, присъстващ на партита. [9]

## Международни версии
На 19 юни 2007 Ерик Е. Шмит посещава Париж, за да стартира новата система за локализация. Интерфейсът на уебсайта има международна версия (на английски език) и версии, локализирани за 88 страни и една територия (Хонг Конг). Част от страните са посочени в таблицата:
| Страна         | Уеб адрес       | Език                    | Пуснат на        |
| -------------- | --------------- | ----------------------- | ---------------- |
| Австралия      | au.youtube.com  | Австралийски английски  | 22 октомври 2007 |
| Бразилия       | br.youtube.com  | Бразилски португалски   | 19 юни 2007      |
| Канада         | ca.youtube.com  | Канадски английски      | 6 ноември 2007   |
| Франция        | fr.youtube.com  | Френски                 | 19 юни 2007      |
| Германия       | de.youtube.com  | Немски                  | 8 ноември 2007   |
| България       | www.youtube.bg  | Български               | 15 февруари 2005 |
| Китай          | hk.youtube.com  | Традиционен китайски    | 17 октомври 2007 |
| Ирландия       | ie.youtube.com  | Ирландски английски     | 19 юни 2007      |
| Италия         | it.youtube.com  | Италиански              | 19 юни 2007      |
| Япония         | jp.youtube.com  | Японски                 | 19 юни 2007      |
| Южна Корея     | kr.youtube.com  | Корейски                | 23 януари 2008   |
| Мексико        | mx.youtube.com  | Мексикански испански    | 10 октомври 2007 |
| Нидерландия    | nl.youtube.com  | Нидерландски            | 19 юни 2007      |
| Нова Зеландия  | nz.youtube.com  | Новозеландски английски | 22 октомври 2007 |
| Полша          | pl.youtube.com  | Полски                  | 19 юни 2007      |
| Русия          | ru.youtube.com  | Руски                   | 13 ноември 2007  |
| Испания        | es.youtube.com  | Испански                | 19 юни 2007      |
| Тайван         | tw.youtube.com  | Традиционен китайски    | 18 октомври 2007 |
| Великобритания | uk.youtube.com  | Британски английски     | 19 юни 2007      |
| Украйна        | www.youtube.ua  | Украински               | 13 декември 2012 |
| САЩ            | www.youtube.com | Щатски английски        | 15 февруари 2005 |

## Предавания на живо
През 2008 YouTube въвежда функция за предаване на живо, наречена YouTube Live. По-късно тя е пресъздадена и от други социални платформи като Instagram, Facebook и Twitch. Представлява едновременното заснемане и качване на съдържание (live stream).

## Присъствие в YouTube
Понастоящем YouTube се нарежда сред трите най-посещавани сайта в мрежата. Като зона с голям трафик от видеоблогъри или влогъри, YouTube създава платформа за тези потребители, за да представят личните си видеоклипове, които често биват заснемани с телефон или компактни видеокамери. Популярността на влоговете в общността на YouTube се увеличава експоненциално през последните няколко години. От първите 100 канала с най-много абонати в YouTube 17 предоставят влогове като основен тип съдържание. Много от тези влогъри са част от Партньорската програма на YouTube, която монетизира този бизнес и позволява парични постъпления от видеосъдържание. Тази монетизация допълнително спомага за популяризирането на различни канали, както и за създаване на усещане за стабилност в сферата. Освен това монетизацията позволява на създателите на съдържание да бъдат считани за надежден източник на информация от зрителите. Много от влогърите успяват да превърнат своите канали в устойчиви кариери; през 2013 г. най-добре платеният влогър декларира годишна печалба от 720 хил. щ.д.

## Vlogumentary
„I’m vlogging here“ е 90-минутна „vlogumentary“ продукция, която се фокусира върху документирането на света на видео блоговете и показва света на влогърите в YouTube, успели да превърнат каналите си в кариера. Основни герои в документалния филм са YouTube персонажът Shay Carl и неговото „ShayTards“ семейство. Филмът излиза в края на 2016 г. и следва живота на семейство, което е драстично променено от влогването, тъй като тяхното ежедневие е документирано и бива показвано пред широка публика.